# موجات الديمقراطية
في العلوم السياسية، تشكل موجات الديمقراطية طفرات رئيسية للديمقراطية حدثت في التاريخ. ظهر المصطلح في وقت مبكر من عام 1887، وروج له عالم السياسة في جامعة هارفارد، صامويل هنتنجتون، في مقاله المنشور في مجلة الديمقراطية وشرحه شرحًا موسعًا في كتابه الموجة الثالثة التحول الديمقراطي في أواخر القرن العشرين. وقد ارتبطت موجات الدمقرطة بتحولات مفاجئة في توزيع السلطة بين القوى العظمى، مما خلق فرصًا وحوافز لإدخال إصلاحات محلية شاملة.
يناقش العلماء العدد الدقيق للموجات الديمقراطية. ويصف هنتنجتون ثلاث موجات: الموجة «البطيئة» الأولى في القرن التاسع عشر، والموجة الثانية بعد الحرب العالمية الثانية، والموجة الثالثة التي بدأت في منتصف سبعينيات القرن العشرين في جنوب أوروبا، ثم أميركا اللاتينية وآسيا. على الرغم من أن كتابه لم يناقش انهيار الكتلة السوفيتية، لكن عددًا من الباحثين اعتبروا أن «الموجة الثالثة» تشمل التحولات الديمقراطية في 1989-1991. أشار علماء آخرون، مثل سيفا غنتسكي من جامعة تورنتو، إلى أن عدد الموجات بلغ ثلاث عشرة موجة من القرن الثامن عشر إلى الربيع العربي (2011-2012).

## تعريف
في كتابه الموجة الثالثة لعام 1991، عرّف هنتنجتون الموجة الديمقراطية بأنها «مجموعة من التحولات من الأنظمة غير الديمقراطية إلى الأنظمة الديمقراطية التي تحدث في غضون فترة زمنية محددة والتي تفوق بكثير عدد التحولات في الاتجاهات المعاكسة خلال تلك الفترة الزمنية». (هنتنجتون 1991، 15)
يقدم منورنغ وأنيبال بيريز لينان (2014، 70) تعريفًا مماثلًا: «أي فترة تاريخية تشهد زيادة مستمرة وكبيرة في نسبة الأنظمة التنافسية (الديمقراطيات وشبه الديمقراطيات)».
يعرّف غنتسكي (2018) الموجة الديمقراطية بأنها مجموعة لمحاولات أو عمليات تحول ديمقراطي ناجحة، مقترنة بالروابط بين التحولات في تلك المجموعة.

## موجات هنتنجتون الثلاث

### الموجة الأولى
بدأت الموجة الديمقراطية الأولى، 1828-1926 في أوائل القرن التاسع عشر عندما مُنح حق الاقتراع لغالبية الذكور البيض في الولايات المتحدة (ديمقراطية جاكسونية). ثم تبعتها فرنسا، وبريطانيا، وكندا، وأستراليا، وإيطاليا، والأرجنتين، وقليل من الدول الأخرى قبل عام 1900. في ذروتها، بعد تفكك الإمبراطوريات الروسية والألمانية والنمساوية والعثمانية عام 1918، شهدت الموجة الأولى 29 ديمقراطية في العالم. بدأ التراجع في عام 1922، عندما وصل بينيتو موسوليني إلى السلطة في إيطاليا. أصاب الانهيار في المقام الأول الديمقراطيات المشكلة حديثًا، والتي لم تستطع الوقوف في وجه الصعود العدواني للحركات السلطوية أو الشمولية الشيوعية التوسعية والفاشية والعسكرية التي رفضت الديمقراطية بشكل منهجي. وصلت الموجة الأولى إلى الحضيض في عام 1942، عندما انخفض عدد الديمقراطيات في العالم إلى 12 دولة فقط.

### الموجة الثانية
بدأت الموجة الثانية بعد انتصار الحلفاء في الحرب العالمية الثانية، وبلغت ذروتها بعد نحو 20 عامًا في عام 1962 مع 36 دولة ديمقراطية معترف بها في العالم. تراجعت الموجة الثانية أيضًا في هذه المرحلة، وانخفض العدد الإجمالي إلى 30 ديمقراطية بين عام 1962 ومنتصف سبعينيات القرن العشرين. لكن «الخط المستقيم» لم يستمر طويلًا، فقد كانت الموجة الثالثة على وشك الاندفاع بطريقة لم يرها أحد من قبل.
ولقد لاحظ الباحثون أن ظهور «موجات» الديمقراطية يختفي إلى حد كبير عندما يُنظر إلى حق المرأة في الاقتراع بعين الاعتبار، بالإضافة إلى ذلك، تغير موقف بعض البلدان تغييرًا كبيرًا، فسويسرا، التي أدرِجت ضمن الموجة الأول، لم تمنح المرأة حق التصويت حتى عام 1971.

### الموجة الثالثة
بدأت الموجة الثالثة مع ثورة القرنفل في البرتغال عام 1974 والانتقال الإسباني إلى الديمقراطية في أواخر السبعينيات، ومع التحولات الديمقراطية التاريخية في أمريكا اللاتينية في الثمانينيات، ودول آسيا والمحيط الهادئ (الفلبين، وكوريا الجنوبية) منذ عام 1986 وحتى عام 1988، وأوروبا الشرقية بعد انهيار الاتحاد السوفيتي، وأفريقيا جنوب الصحراء ابتداء من عام 1989. كان توسع الديمقراطية في بعض المناطق مذهلًا. كانت كل من كولومبيا وكوستاريكا وفنزويلا في أمريكا اللاتينية ديمقراطية بحلول عام 1978، وبقيت كوبا وهايتي فقط سلطويتين بحلول عام 1995، عندما اجتاحت الموجة عشرين دولة.
يشير هنتنجتون إلى أن ثلاثة أرباع الديمقراطيات الجديدة كانت من الروم الكاثوليك. كانت معظم الدول البروتستانتية ديمقراطية بالفعل. وأكد على المجمع الفاتيكاني لعام 1962، الذي حوّل الكنيسة من مدافعين عن النظام القديم إلى معارضين للسلطوية.
في بعض الأحيان، تتعرض البلدان التي تمر أو مرت بمرحلة تحول ديمقراطي خلال الموجة لتدهور ديمقراطي. يعتقد علماء السياسة والمنظرون أن الموجة الثالثة بلغت أوجها وستبدأ قريبًا في الانحسار، تمامًا كما فعلت سابقاتها في الموجتين الأولى والثانية. تلا الفترة التي أعقبت «الحرب على الإرهاب» بعد هجمات 11 سبتمبر 2001 على الولايات المتحدة بعض التدهور. ما يزال مدى أهمية أو استمرار هذا التدهور موضوع نقاش. أصبحت دول الموجة الثالثة، ومن بينها البرتغال وإسبانيا وكوريا الجنوبية، ديمقراطيات راسخة بالكامل بدلًا من التدهور. اعتبارًا من عام 2020، كان لديهم ديمقراطيات أقوى من العديد من نظرائهم الذين لديهم تاريخ حافل باعتبارهم دولًا ديمقراطية.

## الربيع العربي
ربط الخبراء انهيار العديد من الديكتاتوريات في الشرق الأوسط وشمال أفريقيا، وهي ظاهرة تعرف بالربيع العربي، بالأحداث التي أعقبت انهيار الاتحاد السوفيتي في أوروبا الشرقية. كان التشابه بين الظاهرتين مصدر إلهام للأمل في موجة رابعة من الدمقرطة. لكن بعد أشهر قليلة من البداية الظاهرة للتحول، أغلقت معظم الانفتاحات السياسية العربية، مما تسبب في تدهور حتمي. وكانت إحدى أكثر الحالات إثارة للقلق هي حالة مصر، فالحكومة التي يسيطر عليها الجيش لم تسهل التحول الديمقراطي بأي شكل من الأشكال. بل على العكس من ذلك، سعت لإسكات الاحتجاجات باعتقال المتظاهرين السلميين و«محاكمتهم في محاكم عسكرية». وخير مثال ملموس قصة مايكل نبيل، وهو مدون مصري أدين بالسجن لمدة ثلاث سنوات بتهمة «إهانة المؤسسة العسكرية». وتعزى الأسباب الرئيسية للتدهور والأزمة في جميع البلدان المتضررة إلى الفساد، والبطالة، والظلم الاجتماعي، والنظم السياسية الأوتوقراطية.
على الرغم من الوضع الذي يبدو غير قابل للحل، حاولت الأمم المتحدة تحت إدارة بان كي مون العمل كوسيط بين الحكومات والمتظاهرين. ادعى لاري دايموند أن دور الولايات المتحدة الأمريكية في التحول الديمقراطي للعالم العربي هو دور أساسي.
لعبت وسائط الإعلام الرقمية دورًا طويل المدى في خلق ظروف مواتية للانتفاضات، وساعدت في الترويج للأحداث الرئيسية المشتعلة، ثم سهلت تلك الانتفاضات وانتشارها، لكن بحسب بعض المراقبين فوسائط الإعلام الرقمية لم تفعل ذلك بمفردها أو فجأة. بدأت قصة الربيع العربي، وفقًا لهوارد وحسين، منذ أكثر من عقد من الزمن عندما بدأ الوصول إلى الإنترنت والهواتف المحمولة في الانتشار بسرعة عبر شمال أفريقيا والشرق الأوسط. لعب المواطنون القادرون على تحمل تكاليف الوصول إلى الإنترنت، الأغنياء والأقوياء في الغالب، دورًا كبيرًا في انتفاضات مصر وتونس والبحرين. بمرور الوقت، أصبحت انتقادات الأنظمة عبر الإنترنت شائعة وأكثر علانية، مما مهد الطريق للربيع العربي. سمحت وسائط الإعلام الرقمية أيضًا للنساء والأقليات الأخرى بالدخول في هذه المناقشات السياسية، وبالتالي الدخول في الاحتجاجات والثورات التي تلت ذلك.
يواجه الباحثون تحديًا فيما إذا كان الربيع العربي يشكل موجة ديمقراطية متميزة على أسس تجريبية، فتونس هي الدولة الوحيدة من دول الربيع العربي التي توطدت فيها بنجاح أسس دولة ديمقراطية شبه مستقرة بعد انتفاضتها (وفقًا لمنظمة تقييم الديمقراطية فريدم هاوس، اعتبارًا من عام 2020).

## احتجاجات 2019-2021
أدت الاحتجاجات في جميع أنحاء العالم منذ عام 2020 إلى تنشيط الحركات الديمقراطية بالنضال من أجل المساواة العرقية، وحقوق الإنسان، والحرية، والديمقراطية، والعدالة الاجتماعية.